# Kalendarium historii Nysy
Kalendarium historii Nysy

## Okres od końca X wieku do roku 1342
Nysa w granicach monarchii polskiej (dynastia Piastów):
- 991 Nazwa własna Niża odnosząca się do rzeki lub do osady pojawia się w czeskiej kronice Kosmasa[1]. Zachodniosłowiańskie słowo niża oznaczało niskie położenie strumienia albo rzeki lub po prostu płynącą rzekę[2]. Według późniejszych kronikarzy – Schedela i Długosza nazwa miasta Nysa pochodzi od nazwy rzeki[3][4].
- 1000 Nazwa rzeki Niża (łac. fluminis Niza) umieszczona została w dokumencie Ottona III.
- początek XI wieku Nazwa prowincja nyska (łac. provinciam Nice) znalazła się w kronice Thietmara.
- koniec XI wieku Najstarsze znane archeologiczne ślady istnienia zwartego osadnictwa na obszarze dzisiejszej Nysy.
- początek XII wieku Nysa staje się znaną osadą handlową z racji swego położenia na skrzyżowaniu szlaków handlowych.
- 1134 Bolesław Krzywousty odbudował Nysę zniszczoną wskutek walk między nim a jego bratem Zbigniewem – wzniósł tu murowaną twierdzę mającą strzec tej osady handlowej. Powstał w ten sposób warowny gród prawdopodobnie otoczony tzw. tynem, czyli rodzajem wysokiego drewnianego ogrodzenia.
- I połowa XII wieku W okolicach dzisiejszego Placu Staromiejskiego powstaje starsza od Nysy osada przedlokacyjna, nazywana później Starym Miastem, zamieszkiwana przez ludność polską. Niewielki napływ obcych osadników (Flamandów, Niemców i Żydów) nastąpił dopiero po reformie ustrojowej miasta (1223) i najeździe mongolskim (1241). W późniejszych czasach kolonizacja niemiecka zaczęła stopniowo przybierać coraz większe rozmiary i w związku z tym w drugiej połowie XIV wieku język polski w mieście zaczął być wypierany przez niemiecki. Na początku XV wieku rdzenna, polska ludność pod wpływem przeważających liczebnie osadników niemieckich uległa niemal całkowitej germanizacji.
- 1198 Książę opolski Jarosław zostając biskupem wrocławskim konsekrował kościół św. Jakuba oraz dołączył ziemię nyską do kasztelanii otmuchowskiej, zwiększając dobra biskupie.
- I połowa XIII wieku Biskupi wrocławscy sprowadzają do Nysy osadników z Flandrii, którzy wyspecjalizowali się w osuszaniu i uprawie podmokłych terenów, a także rzemieślników z Niemiec. Następuje stopniowa melioracja okolicznych mokradeł i karczunek lasów, powiększa się miejski areał uprawny.
- 1223 Nysa otrzymała lokację na prawie flamandzkim – w dokumencie wzmiankowane jest zarówno Stare Miasto, jak i Nowe Miasto. Obie części Nysy są niemal równe obszarowo, obie posiadają prymitywne drewniano-ziemne umocnienia. Powstające miasto zostało pomyślane przede wszystkim jako centrum rzemieślniczo-handlowe, jego ludność zajmowała się jednak również rolnictwem i rybołówstwem. Nazwa miasta w dokumencie lokacyjnym została zapisana po łacinie jako Nissa, co stanowiło transkrypcję polskiej nazwy Nysa (do tej nazwy miasta pochodzącej z okresu jego lokacji powrócono po 1945 roku). W okresie zdominowania Nysy przez ludność niemiecką, czyli w latach 1367–1945 używano różnych zgermanizowych form nazwy miasta, dostosowanych do schematów fonetycznych i zmieniającej się na przestrzeni wieków pisowni języka niemieckiego, np. Nise, Neys, Neise, Neisse itp.
- 1226 Do Nysy przybywają bożogrobcy, sprowadzeni przez biskupa Wawrzyńca. Obok kościoła Matki Boskiej Różańcowej powstaje szpital. Stare Miasto spada do pozycji satelity w stosunku do Nowego Miasta.
- 1240 Wzmianka o kościele św. Jana.
- 1241 Zniszczenie miasta przez Mongołów.
- 1245 Nysa uzyskuje prawo drugiego targu rocznego, czyli jarmarku w dniu św. Jakuba (obok posiadanego już jarmarku w dniu św. Agnieszki) oraz prawo składu, tj. przymusu wystawiania na sprzedaż towarów przewożonych przez obcych kupców, co stwarzało ogromne możliwości pośrednictwa handlowego.
- 1249 Pożar miasta podczas walk Bolesława Rogatki z Henrykiem III.
- 1250 Prawo flamandzkie dla Nysy potwierdza Bolesław Rogatka.
- 1254 Odnowienie prawa zachodniego dla miasta przez Henryka III Białego.
- 1259 Po przekopaniu kanału przez środek miasta, staje nad nim młyn zbożowy o siedmiu kołach oraz świadczące o znacznym wyrobie przędzy roślinnej koło wodne służące do czesania lnu i konopi.
- 1260 Pierwsza wzmianka o dworze biskupów wrocławskich w Nysie. Istnienie siedziby hierarchów stanowi dowód na dużą rangę miasta w tamtym okresie.
- 1261 Za zgodą Henryka III wrocławskiego powstają silniejsze od dotychczasowych obwarowania drewniano-ziemne. Miasto zostaje otoczone wałem i palisadą.
- 1267 Nysę nawiedza epidemia.
- 1268 Pierwsza wzmianka o biciu przez biskupów własnej monety w mennicy nyskiej.
- 1270 Początek konfliktu między Henrykiem IV Probusem a biskupem Tomaszem II, w wyniku którego Nysa jest w późniejszych latach wielokrotnie niszczona.
- 1274 Utrata prawa składu przez Nysę za przyczyną Wrocławian, których pozycja handlowa była przez to poważnie zachwiana.
- 1282 Dwór biskupi uzyskał cechy obronne, nazywany jest od tej pory zamkiem.
- 1284 Obwarowania miejskie zostają zniesione podczas konfliktu między księciem Henrykiem IV a biskupem Tomaszem II.
- 1285 Zniszczenie miasta przez wojska Henryka Probusa.
- 1290
  - Henryk IV Probus wydał specjalny dyplom, na mocy którego przyznał biskupom wrocławskim pełnię władzy książęcej w kasztelani. Powstaje w ten sposób księstwo nyskie.
  - Drewniano-ziemne umocnienia miejskie zostają na nowo zbudowane.
- 1298 Wzmianka o istnieniu w Nysie łaźni miejskiej.
- 1300 Pierwsza wzmianka o szkole parafialnej przy kościele św. Jakuba.
- początek XIV wieku Na rynku Nowego Miasta zbudowano drewniane sukiennice, utworzone zostały także trzy nowe, pomocnicze place targowe – Rynek Garncarski, Solny i Koński (ten ostatni przy zbiegu obecnych ulic Tkackiej i Miarki).
- 1301 Wybuch epidemii.
- 1302 Nysa staje się centrum handlu krajowym i zagranicznym suknem. W mieście funkcjonują 24 sklepy sukiennicze.
- 1308 Przejście Nysy na prawo magdeburskie.
- 1310 Powrót miasta do prawa flamandzkiego.
- 1311 Nysa uzyskuje niezwykle cenne prawo mili zapowiedniej, oznaczające zakaz uprawiania rzemiosła w promieniu mili od miasta.
- 1315 Wzmianka o istnieniu rzeźni miejskiej nad kanałem (dzisiejsza ul. Wyzwolenia).
- 1327 Wzmianka o zamieszkiwaniu Nysy przez ludność żydowską.
- 1333 Wybuch epidemii.
- 1341
  - Pierwsza wzmianka o kościele św. Barbary oraz o pustelni z kaplicą przy drodze z Nysy do Otmuchowa (obecnie stoi tam Kościół Jerozolimski).
  - Wzmiankowane po raz pierwszy szpitale św. Barbary oraz św. Józefa (tzw. Paniotta), obydwa założone w przez biskupa Przecława z Pogorzeli.
- 1342 Uznanie zwierzchnictwa Czech przez biskupa Przecława z Pogorzeli. Wcześniej zwierzchnictwo czeskie przyjęli już wszyscy piastowscy książęta dzielnicowi Śląska.

## Lata 1348–1526

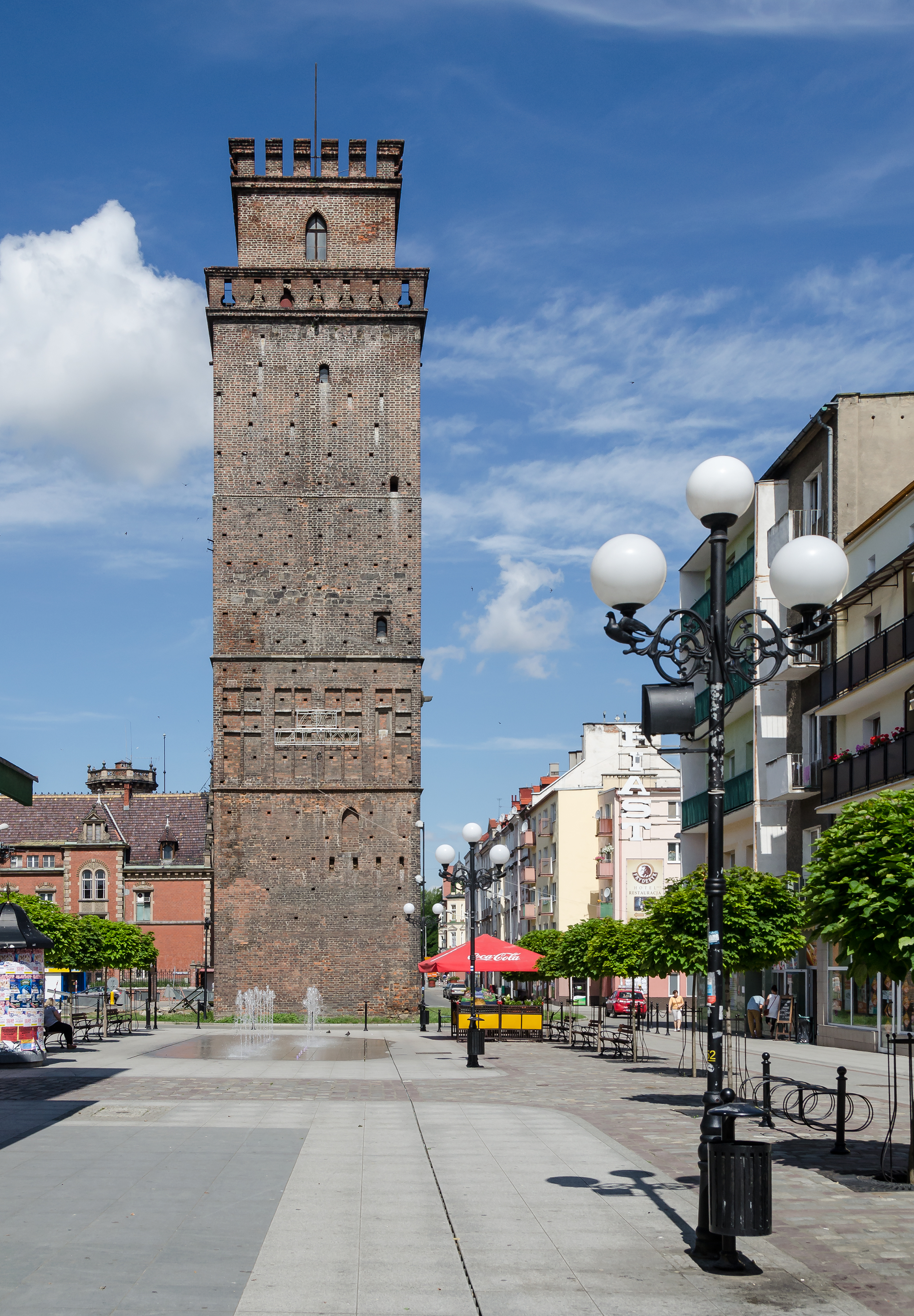
Wieża Ziębicka

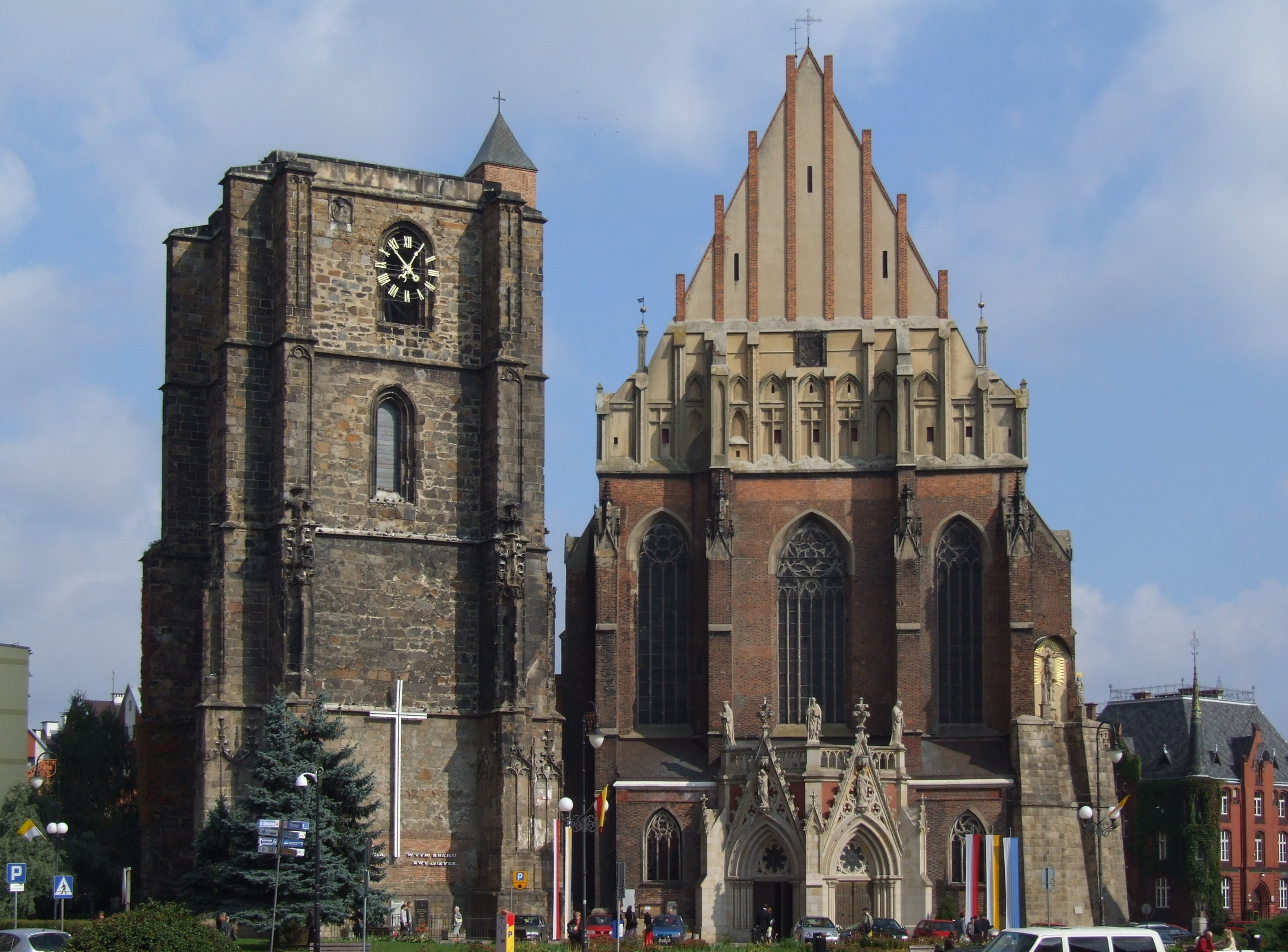
Kościół św. Jakuba i św. Agnieszki

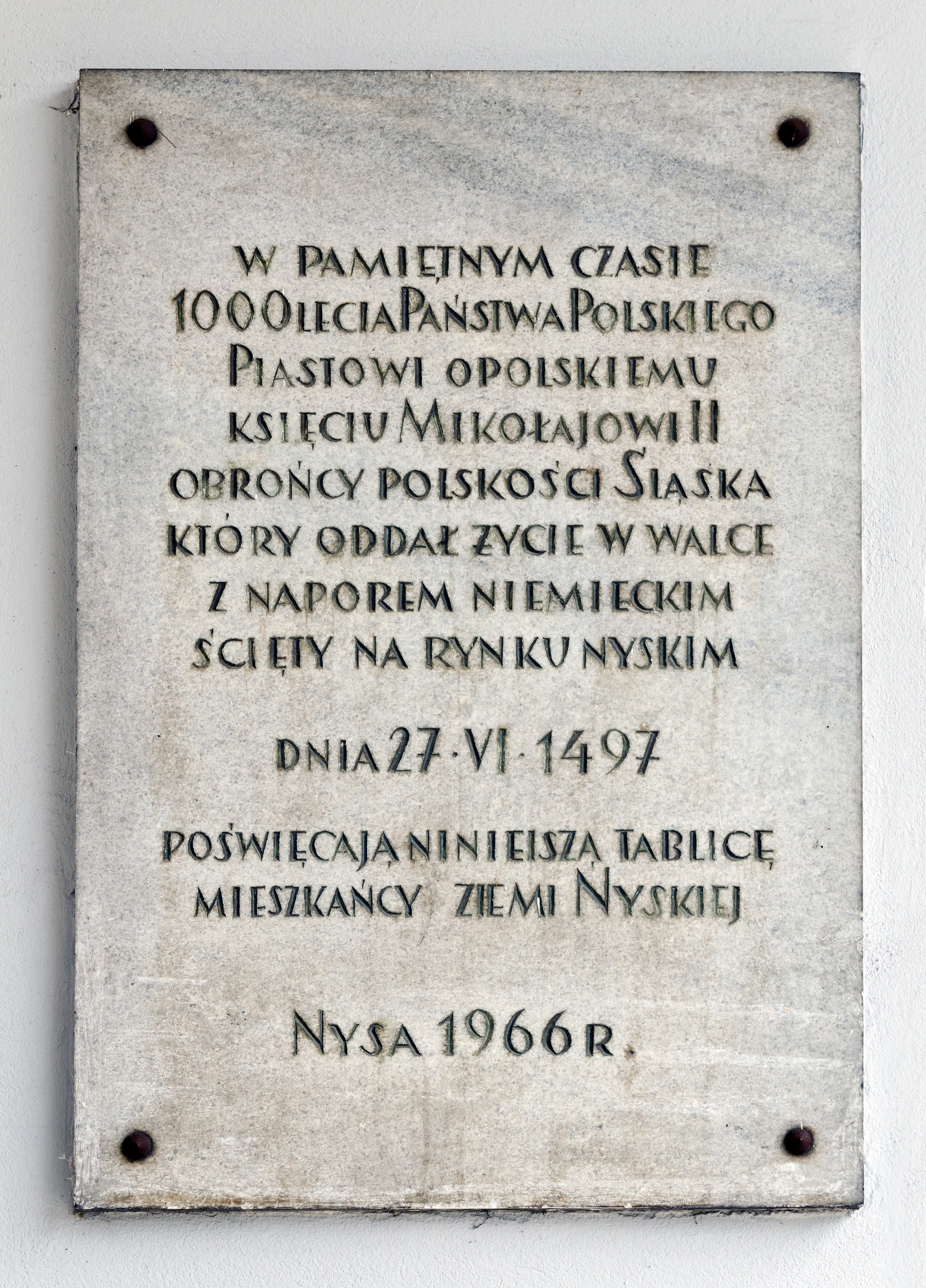
Tablica pamiątkowa – Mikołaj II

Nysa w granicach monarchii czeskiej (dynastia Luksemburgów, Habsburgowie, Jerzy z Podiebradów i Maciej Korwin oraz Jagiellonowie):
- 1346 Bożogrobcy budują w Starym Mieście przy kościele Matki Bożej Różańcowej zespół klasztorny.
- 1347 Wzmianka o ratuszu.
- 1350 Miasto wraz z dworem biskupim zostaje otoczone murami obronnymi.
- 1371 Nysa uzyskała od biskupa Przecława z Pogorzeli zezwolenie na parcelację pastwisk przed bramami. Następuje rozwój przedmieść.
- 1372 Przy Bramie Celnej powstaje niewielka kaplica z fundacji Anny Isenecher.
- 1378 Wzmianka o istnieniu w mieście apteki.
- 1381 Wzmiankowany po raz pierwszy kościół św. Mikołaja na Starym Mieście.
- koniec XIV wieku Większość domów najbogatszej warstwy mieszkańców jest już murowana.
- początek XV wieku Stare Miasto zostaje otoczone nowymi obwałowaniami drewniano-ziemnymi z trzema bramami – Bialską, Mikołajską i Zbójecką.
- 1413 Wybuch epidemii.
- 1414 Wzmianka o kościele św. Krzyża na Przedmieściu Wrocławskim.
- 1417
  - Szkoła parafialna przy kościele św. Jakuba zaczyna pełnić funkcję gimnazjum.
  - Przy kościele św.Jakuba ufundowany został sierociniec, tzw. dom mendykantów. Mieszkające tu sieroty musiały same troszczyć się o utrzymanie przez pobieranie różnych darowizn (łac. mendicare – żebrać).
- 1424 Ludność miasta wynosi około 5000 osób (a łącznie z przedmieściami 10 000), mieszka tu 390 mistrzów rzemieślniczych, skupionych w 35 cechach. W Nysie i jej najbliższej okolicy zlokalizowane są kuźnice miedziane, wytwórnie drutu, wielkie młyny wodne i papiernie. W mieście jest 158 ogrodów.
- 1428 Bitwa pod Nysą, stoczona przez wojska biskupa Konrada  z wojskami husyckimi.
- 1430 Ukończono budowę gotyckiego kościoła św. Jakuba na miejscu dawnej romańskiej świątyni.
- 1434 Pierwsze wzmianki o trzech nowych kościołach – św. Katarzyny na Przedmieściu Ziębickim, świętych Piotra i Pawła przed bramą Bracką oraz Zwiastowania NMP (rozbudowana kaplica Bożego Ciała przy Bramie Celnej).
- 1454 Wzniesiono nowy zamek biskupi na miejscu poprzedniej zniszczonej budowli.
- 1458 Wygnanie Żydów z miasta.
- 1459 Rozbudowa zamku biskupiego przez Jodoka z Rożemberka.
- 1460 Wybuch epidemii.
- 1473 Do Nysy przybywa Jan Długosz jako członek delegacji polskiej na toczące się rokowania między Polską, Czechami i Węgrami.
- 1474 Początek budowy wielkiej dzwonnicy przy kościele św. Jakuba, której wysokość według wstępnych planów miała sięgać od 110 do 120 metrów.
- 1475 Odbudowa zniszczonego kościoła Św. Krzyża (dawniej minorytów) przy Bramie Wrocławskiej.
- 1477
  - Biskupi wrocławscy osiadają na stałe w Nysie.
  - Do odbudowanego kościoła Św. Jana Chrzciciela w Nysie przenosi się otmuchowska kapituła kolegiacka.
- 1489 Wyprawa wojenna mieszczan nyskich do Ziębic, zakończona złupieniem miasta. Zdobyto wówczas figurę Lwa Ziębickiego zdobiącą dzisiaj portal Wieży Ziębickiej.
- 1493 Nysa zostaje umieszczona w norymberskiej Kronice świata obok najważniejszych miast ówczesnej Europy. Obecnie jednak wśród historyków przeważa pogląd, że w rzeczywistości ówczesna pozycja Nysy, chociaż znacząca, to jednak nie była aż tak wielka jak Krakowa czy Wrocławia.
- 1495 Powstaje w Nysie pierwszy młyn papierowy.
- 1497 Na rynku w Nysie ścięto przedostatniego księcia opolskiego Mikołaja II.
- 1499 Zbudowano wieżę ratusza o wysokości 90 metrów.
- 1513 Wzniesiono kościół św. Anny przy Placu Kościelnym.
- 1516 Zakończenie prac przy budowie dzwonnicy po osiągnięciu wysokości 43 metrów.
- 1521 Wybuch epidemii, która zabrała około czterech tysięcy ofiar, co stanowiło zapewne niemal połowę mieszkańców.
- 1524 Pożar zamku biskupiego.
- 1526
  - Zamek biskupów wrocławskich zostaje odbudowany.
  - Nysa przechodzi pod panowanie Habsburgów.

## Lata 1526–1741

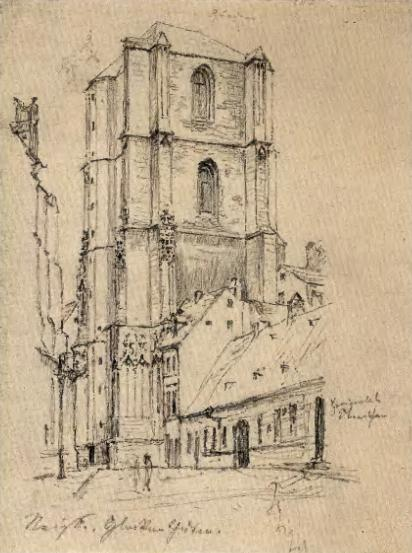
Dzwonnica przy kościele św. Jakuba

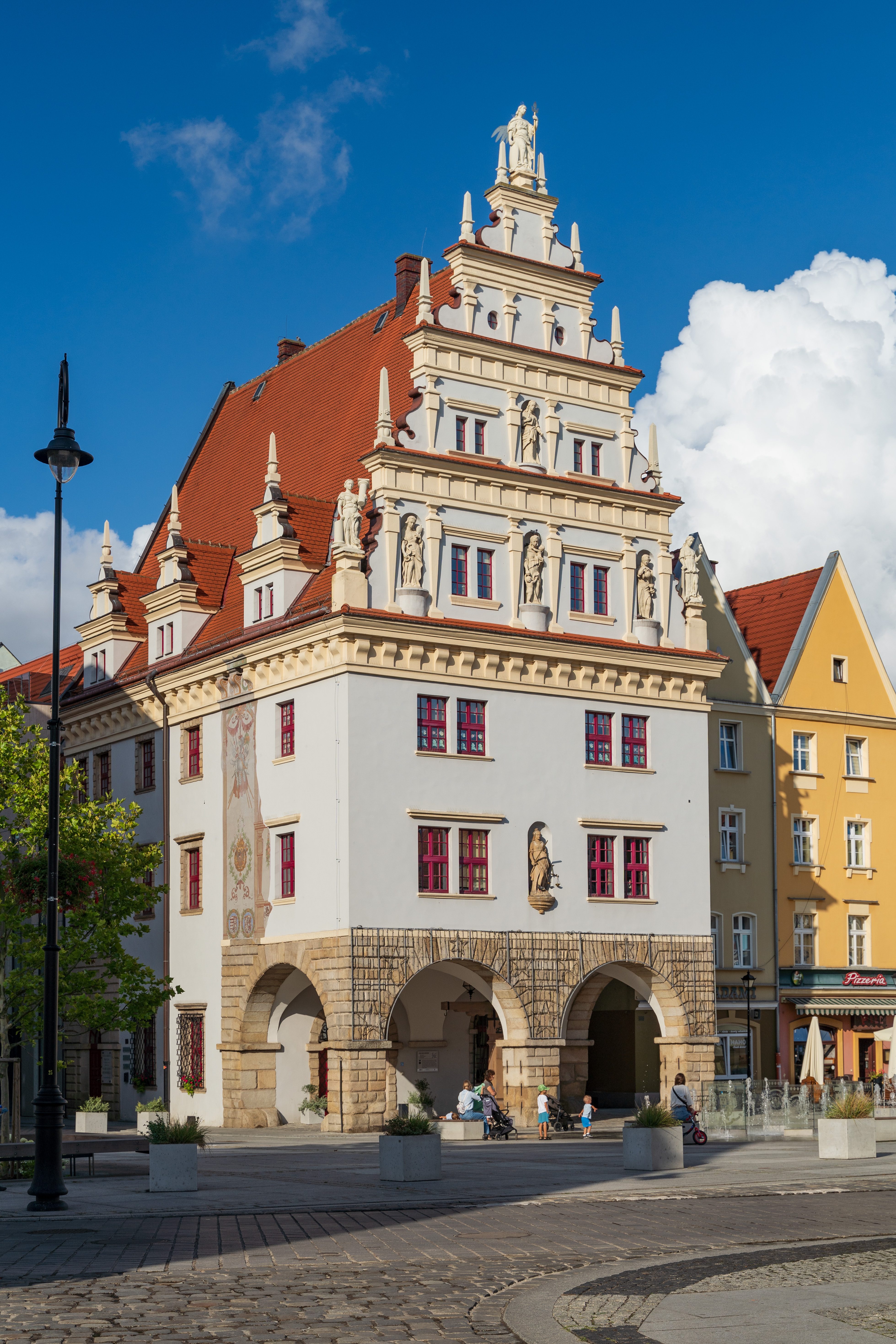
Dom Wagi Miejskiej

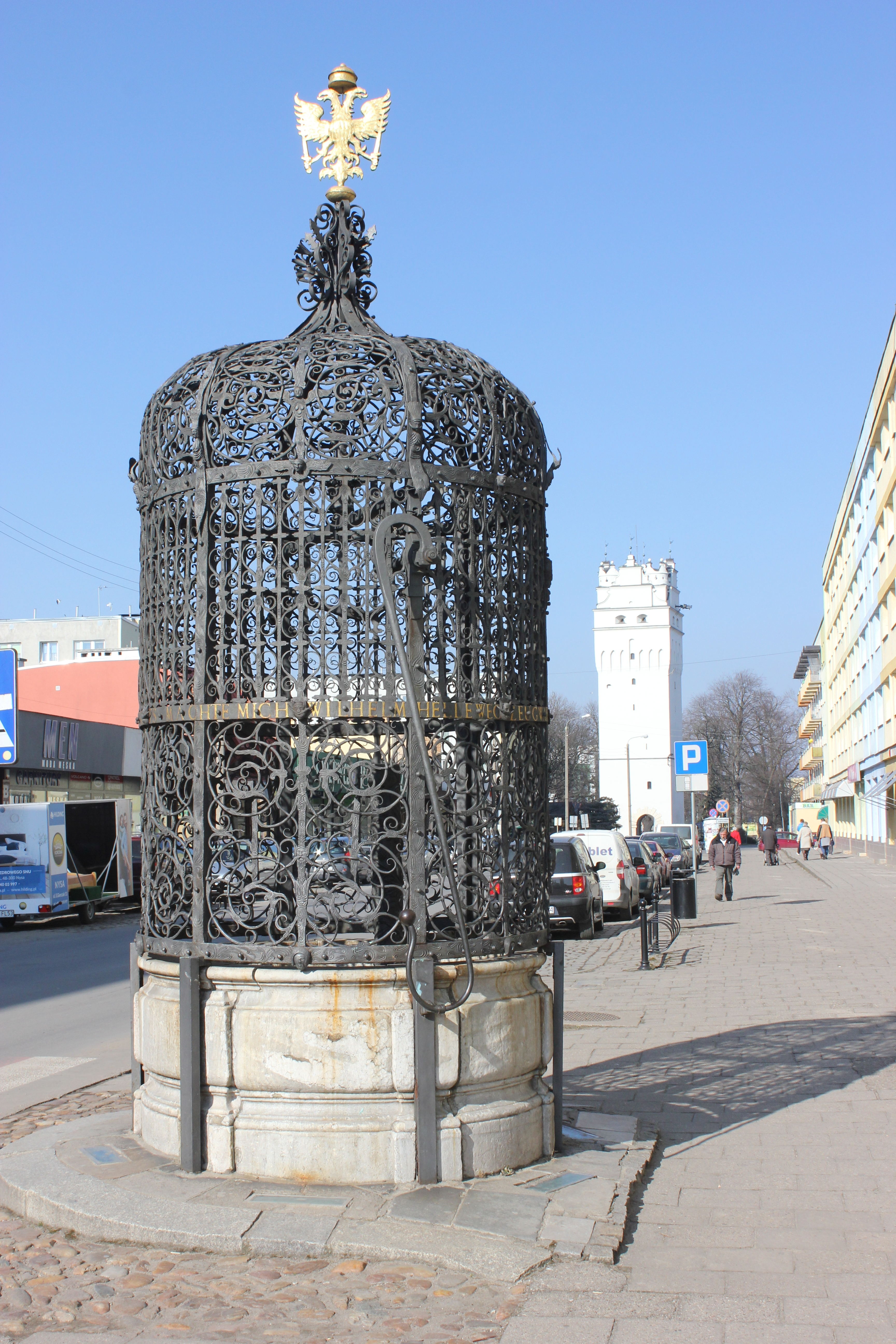
Studnia

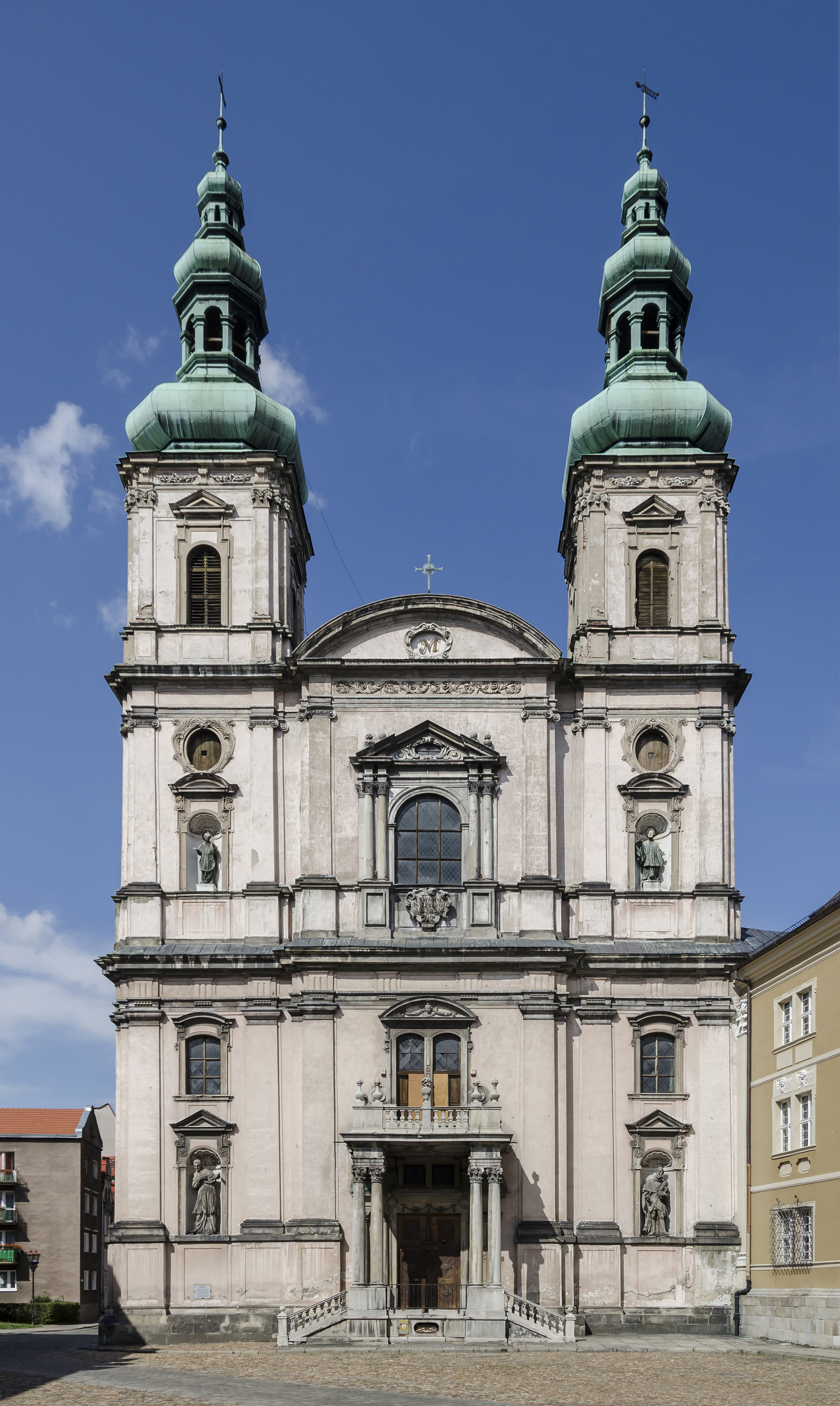
Kościół Wniebowzięcia Najświętszej Maryi Panny

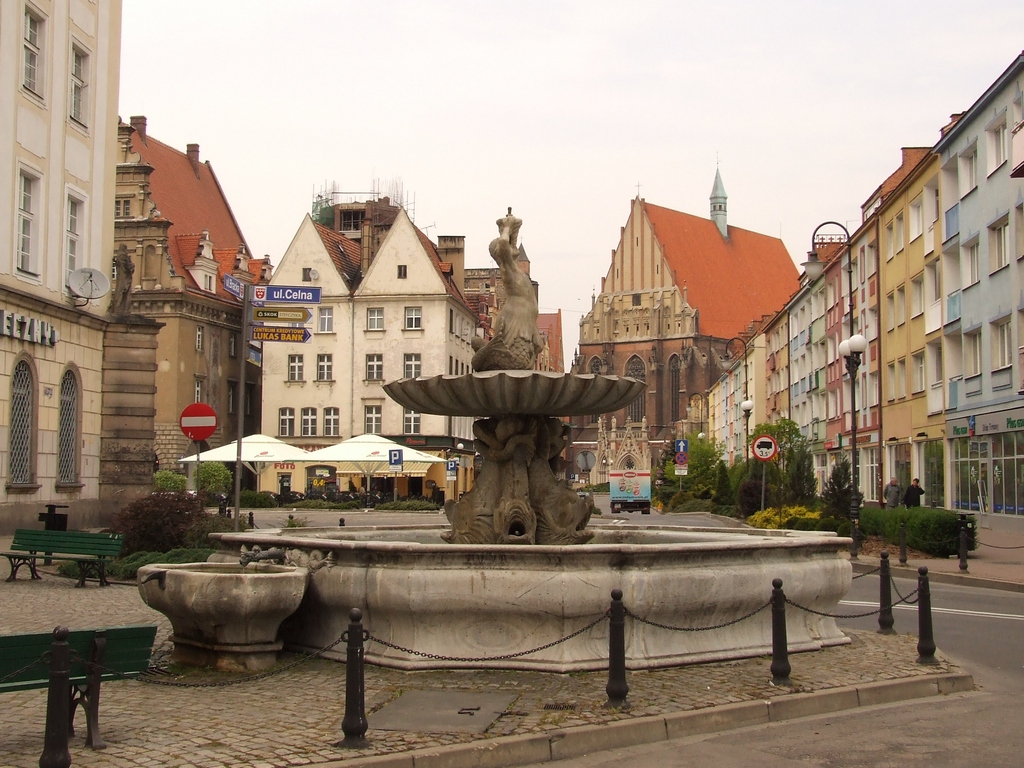
Fontanna Trytona

Nysa nadal w Koronie Czeskiej pod rządami Habsburgów (dynastia Habsburgów):
- 1532 Wszystkie ulice Śródmieścia otrzymują bruki.
- 1542 Wielki pożar Nysy, w wyniku którego zniszczeniu ulega niemal całe Nowe Miasto, w tym kościoły św. Jakuba, św. Anny i św. Barbary.
- 1544 Odbudowa kościoła św. Barbary.
- 1550 Kościół św. Barbary zostaje rozbudowany przez biskupa Baltazara.
- 1551 W wyniku intensywnej imigracji ludność Nysy wraca po poziomu sprzed epidemii z 1521 roku.
- 1555 Biskup Baltazar Promnitz ufundował pierwszą drukarnię[5]. Miasto znane jest już wówczas z produkcji papieru.
- 1560 Odbudowa kościoła św. Jakuba.
- 1572 Wybuch epidemii, która pociągnęła za sobą około dwóch tysięcy ofiar.
- 1575
  - Likwidacja gimnazjum przy kościele św. Jakuba.
  - Utworzenie szkoły Seminarium Germanicum przez biskupa Marcina Gerstmanna.
- 1590 Nysę nawiedza silne trzęsienie ziemi.
- 1592 Następuje odbudowa uszkodzonego w wyniku trzęsienia ziemi ratusza.
- 1594 Powstają pierwsze nowożytne fortyfikacje, zaprojektowane przez Jana Schneidera.
- 1596
  - Z materiału na piątą kondygnację dzwonnicy przy kościele św. Jakuba wybudowano most przez Nysę Kłodzką.
  - Na Przedmieściu Wrocławskim wzniesiono bramę św. Jakuba.
- 1604 Zakończono budowę Domu Wagi Miejskiej.
- 1619 Apogeum reformacji w Nysie. Luteranie organizują spis ludności miasta, chcąc przejąć kościół św. Jakuba. Okazuje się jednak, że liczba katolików w Nysie jest o 3 osoby większa niż protestantów[6].
- 1620 Nysę najeżdżają wojska protestantów śląskich dowodzone przez księcia Jana Jerzego Hohenzollerna. Miasto zostaje najpierw zniszczone, a następnie doprowadzone do bankructwa w wyniku nałożenia ogromnej kontrybucji (90 tys. talarów).
- 1622 Sprowadzenie do Nysy jezuitów przez biskupa Karola Habsburga. Początek procesów rzekomych czarownic.
- 1624 Powstaje seminarium św. Anny.
- 1625 Wybuch epidemii.
- 1627
  - Pożar ratusza
  - Do Nysy przybywa trzy tysiące żołnierzy austriackiej armii cesarskiej.
- 1632
- Do miasta wkraczają wojska elektora saskiego Jana Jerzego I. Zostają one szybko wyparte przez armię cesarza Ferdynanda II.
- W doszczętnie spalonej i splądrowanej Nysie pojawia się nieznany tu od wieków głód, a w jego następstwie epidemia.
- 1633
  - Ponowne zajęcie Nysy przez Duńczyków i Sasów i kolejne oswobodzenie miasta przez Austriaków.
  - W związku z zagrożeniem tureckim polecono rozebrać na Starym Mieście wszystkie wyższe budynki, m.in. kościół św. Jana.
  - Zaraza nadal zbiera tragiczne żniwo. Chorzy są izolowani w namiotach w lasku poza miastem, tam również grzebie się zmarłych. W ciągu kilku miesięcy ginie dwie trzecie ludności Nysy.
  - Na cmentarzu za miastem bożogrobcy wznoszą Kościół Jerozolimski.
- 1637 Ocaleni z epidemii mieszkańcy budują kościół św. Rocha jako wotum dziękczynne.
- 1639
  - Odbudowa kościoła św. Barbary.
  - Całkowicie zwycięża w Nysie kontrreformacja.
  - W lipcu mieszczanie odparli atak Szwedów.
- 1642 Szwedzkie wojska pod dowództwem Jana Liliehöcka rozpoczynają oblężenie i już po 10 dniach zmuszają Nysę do poddania się bez walki (szpiegom szwedzkim działającym w mieście udało się zatruć wszystkie studnie, co spowodowało brak wody pitnej). Wynegocjowano warunki kapitulacji – mieszkańcy mają zapłacić 11 000 talarów na żywność dla wojska oraz 28 000 talarów okupu (zmuszeni zostali do oddania wielu kosztowności ze złota, w tym skarbów kościelnych). W zamian Szwedzi obiecali, że nie zniszczą miasta, lecz nie dotrzymują słowa i wycofując się usiłują zniszczyć system obronny podpalając wieże strażnicze. Ogień szybko przenosi się na całe miasto. Gwałtowna ulewa gasi pożar, jednak zniszczeniu ulega wiele budynków, m.in. seminarium św. Anny.
- 1643 Przebudowa fortyfikacji miejskich według szkoły staroholenderskiej.
- 1657 Wzniesienie nowej siedziby seminarium św. Anny.
- 1659 Biskup Leopold Wilhelm Habsburg sprowadza do Nysy kapucynów.
- 1660 Wzniesiony zostaje kościół św. Franciszka.
- 1681 Zakończono budowę siedziby kolegium jezuickiego.
- 1686 Zostaje oddana do użytku Piękna Studnia.
- 1692 Powstaje kościół Wniebowzięcia NMP.
- 1700 Ukończono prace przy modernizacji nyskich fortyfikacji.
- 1701 Powstaje fontanna Trytona.
- 1702 Biskup Franciszek Ludwik restytuował ozdobny ogród między Młynówką a Nysą Kłodzką.
- 1726 Powstał klasztor magdalenek z kościołem św. Józefa.
- 1727 Bożogrobcy wznoszą kościół pod wezwaniem świętych Piotra i Pawła.
- 1729 Zakończenie budowy pałacu biskupiego.
- 1737 Wzniesiono Nową Budowlę Elektorską – ogromny gmach, który pomieścił wszystkie nyskie szpitale.
- 1739
  - Na całym Śląsku w okresie żniw padają bez przerwy przez sześć tygodni intensywne deszcze, niszcząc całkowicie zbiory zbóż.
  - Pojawia się klęska głodu, a następnie epidemia.
  - Mieszkańcy Nysy, którym udało się przeżyć, budują kaplicę ku czci św. Rocha.
- 1741
  - Zburzenie Nowej Budowli Elektorskiej w związku z przygotowaniem do oblężenia przez wojska pruskie.
  - W styczniu przybyły wojska pruskie i dokonały bombardowania miasta. Wystrzelono wtedy na Nysę około 3000 kamiennych kul armatnich i 1200 bomb.
  - Po wielomiesięcznych ciężkich walkach 31 października twierdza Nysa kapituluje.

## Lata 1741–1919

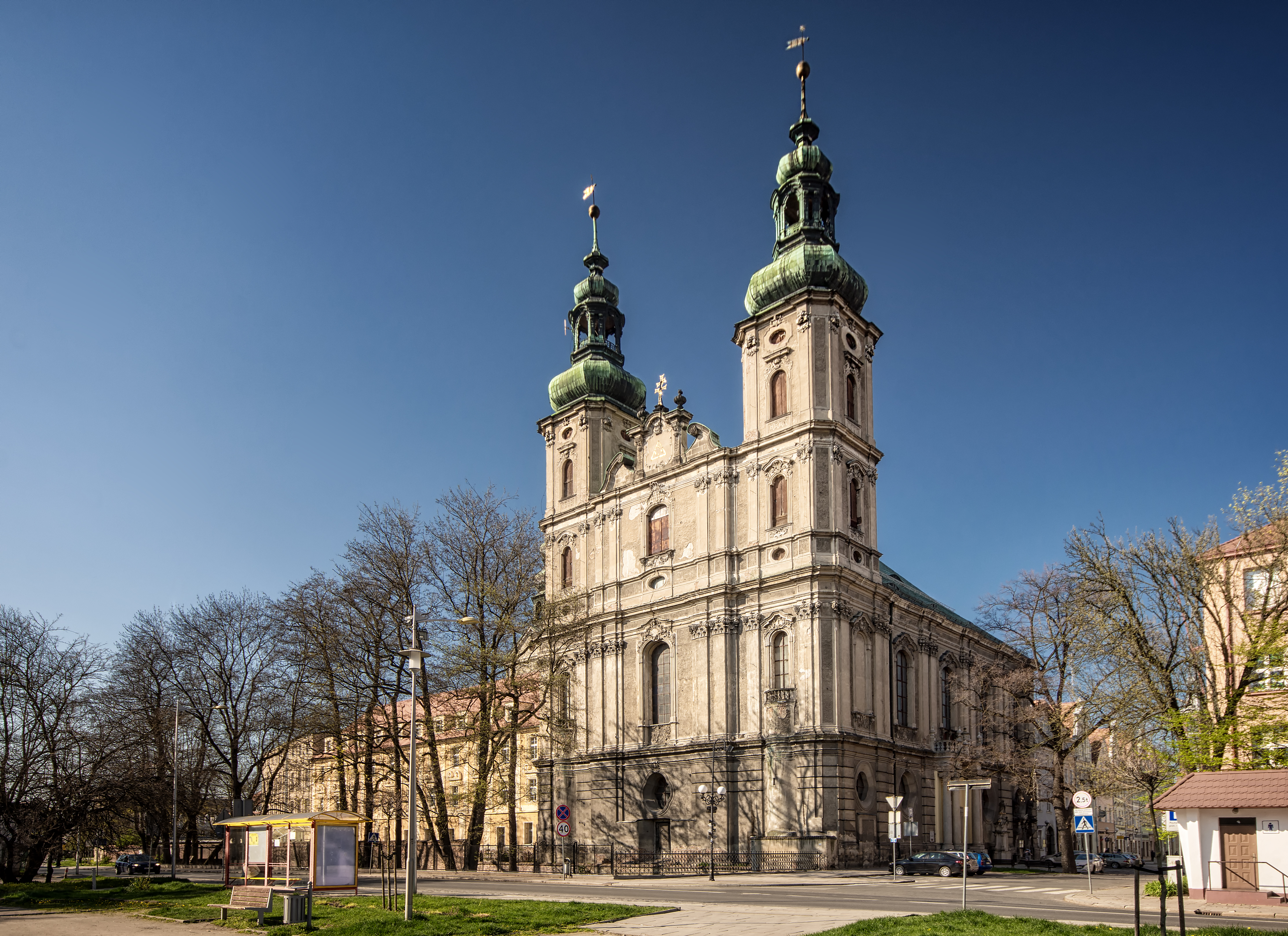
Kościół pod wezwaniem świętych Piotra i Pawła

Nysa w granicach monarchii pruskiej (dynastia Hohenzollernów):
- 1742 Zawarcie traktatu pokojowego we Wrocławiu, na mocy którego większa część Śląska, a wraz z nim Nysa, przypada państwu pruskiemu. Nowa granica odcięła Nysę od południowej części księstwa i zerwała istniejące od wieków kontakty gospodarcze z Morawami i Czechami.
- 1745 Pojawienie się w Lasku Złotogłowickim pod Nysą obrazu Matki Bożej, uznawanego za cudotwórczy. W miejscu tym została wzniesiona mała kapliczka.
- 1746 Zakończono budowę satelitarnego miasta Friedrichstadt (obecnie dzielnica Radoszyn), gdzie stacjonowała większość nyskiego garnizonu.
- 1757 Nieudana próba odzyskania Nysy przez Austrię podczas kolejnego konfliktu zbrojnego Fryderyka Wielkiego z Marią Teresą. Wojska austriackie oblegają miasto i dokonują olbrzymich zniszczeń poprzez ostrzał artyleryjski, jednak wycofują się na wieść o nadchodzącej z odsieczą armii pruskiej.
- 1769 Spotkanie króla pruskiego Fryderyka Wielkiego z cesarzem Józefem II w nyskim pałacu biskupim. Głównym tematem rozmów monarchów były prawdopodobnie przygotowania do rozbiorów Polski.
- 1770 W odległości około kilometra od ruin średniowiecznego kościoła św. Jana powstaje nowa świątynia pod tym samym wezwaniem.
- 1783 Powódź w Nysie.
- 1788 Zakończono budowę kościoła św. Dominika.
- 1805 Wzniesienie drewnianego kościółka pod wezwaniem Maria Hilf (Mario Ratuj).
- 1807 Nysę oblega i zdobywa korpus wirtemberski Wielkiej Armii. W wyniku trwającego ponad trzy miesiące ciężkiego ostrzału artyleryjskiego miasto zostało doprowadzone do ruiny.
- 1808 Wycofanie się z miasta wojsk napoleońskich.
- 1810
  - Sekularyzacja dóbr kościelnych przez państwo pruskie. Doprowadza to do likwidacji księstwa nyskiego. Definitywnie skończyła się w mieście kilkuwiekowa historia mecenatu, opieki i rządów biskupów wrocławskich.
  - Miasto liczy 7257 osób.
- 1812 Katolicki kościół św. Barbary zostaje przekazany przez władze pruskie protestantom.
- 1817 Rozpoczęcie budowy dróg bitych.
- 1827 Powstaje szkoła parafialna przy kościele św. Jana.
- 1829 Powódź w Nysie.
- 1842 Zburzenie zamku biskupiego.
- 1847 Doprowadzono pierwszą linię kolejową do Nysy (z Brzegu), która zatrzymuje się jednak w Zawodziu, nie przekraczając rzeki ze względu na brak zgody władz wojskowych twierdzy.
- 1850 Liczba mieszkańców Nysy wynosi 12 950.
- 1852 Powstaje teatr miejski.
- 1855 Otwarto miejski szpital.
- 1860 Powstaje gazownia, ulice Nysy otrzymują oświetlenie gazowe.
- 1873 Przesunięto linię fortów na południe, aby miasto mogło rozbudować się na terenach między wałami i fortami.
- 1876 Wybudowano nowy ratusz (magistrat).
- 1877 Władze wojskowe wydały zgodę na usunięcie wałów wewnętrznych i średniowiecznych murów (z tych ostatnich zachowały się jedynie baszty bram Ziębickiej i Wrocławskiej). Przed bramami powstały nowe dzielnice zabudowane głównie kamienicami czynszowymi.
- 1878 Powstają pierwsze miejskie wodociągi.
- 1883 Powódź w Nysie.
- 1887 Budowa neogotyckiego kościoła Matki Bożej Wspomożenia Wiernych.
- 1888
  - Powstaje wielki neogotycki protestancki kościół garnizonowy na Wyspie Młyńskiej.
  - Oddano do użytku kanalizację miejską.
- 1894 Założono duży park miejski.
- 1895 Ukończono budowę siedziby poczty oraz dworca kolejowego.
- 1896 Do miasta przyłączono tereny między Radoszynem a Zawodziem.
- 1898 Zniesiono ograniczenia budowlane na terenach między wałami a umocnieniami zewnętrznymi.
- 1900 Nysę zamieszkuje 20 337 osób.
- 1903 Likwidacja Twierdzy Nysa.
- 1906 Zbudowano kościół i klasztor werbistów.
- 1907 Nysa otrzymuje energię elektryczną.
- 1910 Do miasta przyłączono wsie i osiedla: Zawodzie, Podzamcze, Średnią i Dolną Wieś oraz ustanowiono Nysę miastem wydzielonym z powiatu.
- 1911 Wzniesiony zostaje kościół i klasztor franciszkanów.
- 1916 Budynek dawnej komendantury twierdzy Nysa zostaje przekształcony w muzeum.

## Lata 1919–1933
```
Nysa w granicach 
Republiki Weimarskiej
: 
```

- 1920
  - Zakończenie budowy stadionu miejskiego(obecnie Stal Nysa).
  - Po plebiscycie i podziale Górnego Śląska kilka tysięcy niemieckojęzycznych Ślązaków osiedliło się w Nysie przy ulicy Mariackiej.
- 1921 Włączono do Nysy Górną Wieś
- 1930 Grunty orne zajmują 46% powierzchni miasta, większość ludności czynnej zawodowo pracuje w przemyśle, rzemiośle, handlu i komunikacji.

## Lata 1933–1945
```
Nysa w granicach 
III Rzeszy
:
```

- 1938
  - Powódź w Nysie.
  - Noc kryształowa w Nysie. Bojówki hitlerowskie niszczą sklepy i domy żydowskie oraz palą synagogę.
- 1939 Podczas przygotowań do inwazji na Polskę i w początkowej fazie wojny w Nysie znajduje się siedziba sztabu Grupy Armii Południe.
- 1944 W Nysie powstaje podobóz niemieckiego nazistowskiego obozu koncentracyjnego Gross Rosen.

## Lata 1945–
```
Nysa ponownie w granicach Polski:
```

- 1945
  - W pierwszym kwartale roku następuje ucieczka i ewakuacja przez władze w głąb Niemiec prawie całej ludności Nysy w związku ze zbliżającym się frontem.
  - 23 marca o godz.8.10 rozpoczęło się natarcie oddziałów Armii Czerwonej na pozycje wojsk niemieckich na przedpolach Nysy[7].
  - 24 marca Armia Czerwona zdobyła Nysę[8]. Miasto zostało zniszczone w ponad 50% (około 1450 budynów legło w gruzach), a czerwonoarmiści dopuścili się gwałtów i zabójst na zakonnicach niemieckich[9].

- - Niemal natychmiast po kapitulacji Niemiec część uciekinierów powraca do Nysy.
  - Zgodnie z ustaleniami konferencji jałtańskiej Nysa po sześciu wiekach zostaje ponownie włączona do Polski.
  - Nazwa miasta zostaje zmieniona z Neisse na Nisa, którą po krótkim czasie zmieniono na Nysa – przyjęto, że w średniowieczu mniej więcej tak wymawiano w języku staropolskim nazwę miasta (znane są tylko ówczesne transkypcje łacińske – Nisa, Nissa, Niza i Nice)[10][11][12][13][14][15][16][17].
- 1946 Wysiedlenie z miasta ludności niemieckiej. W Nysie pozostają nieliczni mieszkańcy przedwojennej Nysy – uznani za „autochtonów” dwujęzyczni Ślązacy, którzy po wojnie zadeklarowali narodowość polską oraz członkowie rodzin mieszanych[18][19][20].
- 1946–1947 Przesiedlenie do Nysy, Polaków wypędzonych z Kresów Wschodnich oraz niewielki napływ do miasta ludności z innych regionów Polski.
- 1949 Z inicjatywy kardynała Bolesława Kominka powstaje w Nysie Wyższe Seminarium Duchowne.
- lata pięćdziesiąte XX wieku. Dewastacja zabytkowego centrum Nysy przez władze komunistyczne. Liczne kamienice (nawet te niezniszczone podczas wojny) oraz Kościół Garnizonowy zostają zburzone w celu pozyskania cegły na odbudowę warszawskiej Starówki.
- 1952 Powstają Zakłady Budowy Nadwozi Samochodowych (początek produkcji samochodów w Nysie).
- 1954 Uruchomienie w Nysie pierwszej linii miejskiej komunikacji autobusowej (Grodkowska-Piłsudskiego).
- 1959 Po odbudowie kościoła św. Jakuba następuje jego rekonsekracja przez kardynała Stefana Wyszyńskiego.
- lata sześćdziesiąte XX wieku W zdewastowanym centrum Nysy budowane jest nowe osiedle mieszkaniowe na planie średniowiecznego układu komunikacyjnego miasta. Pomiędzy nielicznymi ocalałymi starymi kamienicami masowo wznoszone są w technologii tradycyjnej niemal identyczne, najczęściej trzypiętrowe, wolno stojące bloki mieszkalne (Rynek, ulica Celna, Miarki, Kramarska, Tkacka, Grzybowa, Wyzwolenia, Grodzka, Biskupa Jarosława, Wałowa, Kupiecka, Rynek Garncarski, Wrocławska, Wolności, Armii Krajowej, Piastowska, Parkowa, Królowej Jadwigi, Kowalska, Siemiradzkiego i Krzywoustego).
- 1961 Utworzenie państwowej szkoły muzycznej.
- 1966 W Nysie i Brzegu 1 maja realizowana jest kolejna edycja cieszącego się wielką popularnością programu telewizyjnego Turniej Miast. W związku z hucznie obchodzonym przez władze komunistyczne Tysiącleciem Państwa Polskiego ma być pokazana przez TVP całej Polsce jako dynamicznie rozwijające się socjalistyczne miasto (wówczas jedno z 10 największych na Ziemiach Odzyskanych). W ramach przygotowań do tego wydarzenia propagandowego wczesną wiosną pospiesznie usunięte zostały ostatnie istniejące w mieście ruiny budowli zniszczonych podczas II wojny światowej i pozostałości po rozebranych w latach pięćdziesiątych kamienicach. Mimo sprzeciwu Wojewódzkiego Konserwatora Zabytków wysadzony w powietrze zostaje tzw. Kikut, czyli pozostałość po ratuszu. Z zachodniej ściany Dzwonnicy usunięto krzyż (powrócił on na swoje miejsce dopiero w 1980 roku).
- lata siedemdziesiąte XX wieku Na peryferiach miasta powstają osiedla z wielkiej płyty – Nysa-Południe (ulice Piłsudskiego, KEN, Gałczyńskiego) oraz Podzamcze (Grodkowska). Pomiędzy Radoszynem a Jędrzychowem gwałtownie rozrasta się nowe osiedle domków jednorodzinnych.
- 1971 Przy zachodniej granicy miasta zakończono budowę kolejnego po Otmuchowskim jeziora zaporowego na Nysie Kłodzkiej. Budowa zbiornika retencyjnego w tym miejscu miała nie tylko ułatwić żeglugę na Odrze, ale także zabezpieczyć Nysę przed możliwymi skutkami powodzi takiej jak w 1938 roku.
- 1980 Oddanie do użytku nyskiego domu kultury w dawnym teatrze.
- 1984 Ukończenie remontu Pałacu Biskupiego i przeniesienie do niego siedziby nyskiego muzeum.
- 1996 Zanotowano największą w dotychczasowej historii Nysy liczbę ludności – miasto zamieszkiwało wówczas 49014 osób. Wraz z przylegającymi miejscowościami o charakterze podmiejskim (Jędrzychów, Skorochów, Biała Nyska, Podkamień, Hajduki Nyskie, Niwnica, Konradowa, Złotogłowice i Hanuszów) aglomeracja nyska liczyła wówczas ponad 55 tys. mieszkańców. Od tej pory liczba ludności miasta corocznie zmniejsza się.
- 1997
  - Powódź zalewa niemal całą Nysę.
  - Kończy swe funkcjonowanie Wyższe Seminarium Duchowne, przekształcone w wydział Uniwersytetu Opolskiego, zostaje przeniesione do Opola.
- 2001
  - Utworzenie Państwowej Wyższej Szkoły Zawodowej.
  - Likwidacja istniejącego w Nysie od 1945 roku garnizonu Wojska Polskiego, 2 Warszawska Dywizja Zmechanizowana.
- 2007 Beatyfikacja Marii Luizy Merkert.
- 2008 Powstaje nowy ratusz, nawiązujący formą architektoniczną do swego poprzednika.
- 2009 Przyznanie przez papieża Benedykta XVI nyskiemu kościołowi św. Jakuba tytułu bazyliki mniejszej.
- 2018 Wybudowano Halę Sportową oraz przystąpiono do rewitalizacji śródmieścia miasta.

## Widoki Nysy na przestrzeni wieków

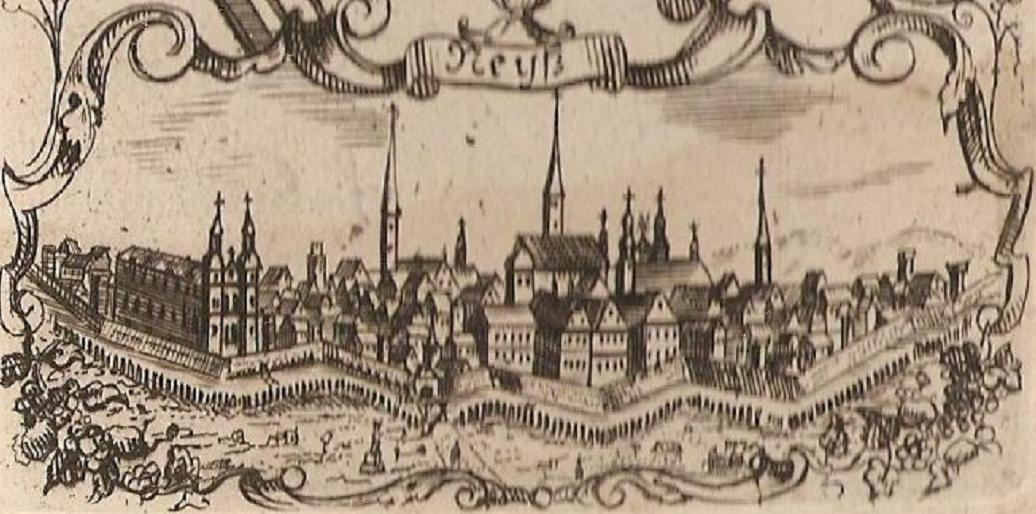
Nysa około roku 1345, tuż przed budową murów miejskich. Widoczny romański kościół św. Jakuba, kościół i szpital św. Barbary oraz pierwszy średniowieczny ratusz. Nowe Miasto od północy otaczają wały ziemne (na prawym brzegu rzeki Nysy Kłodzkiej) i palisada (na lewym brzegu). Brak jeszcze charakterystycznych wysokich budynków – Wieży Wrocławskiej, Wieży Ziębickiej i Dzwonnicy. Po prawej stronie zaznaczone niewyraźnie zabudowania Starego Miasta – kościół św. Jana, Kościół Matki Bożej Różańcowej, szpital bożogrobców oraz, być może, kościół św. Mikołaja.

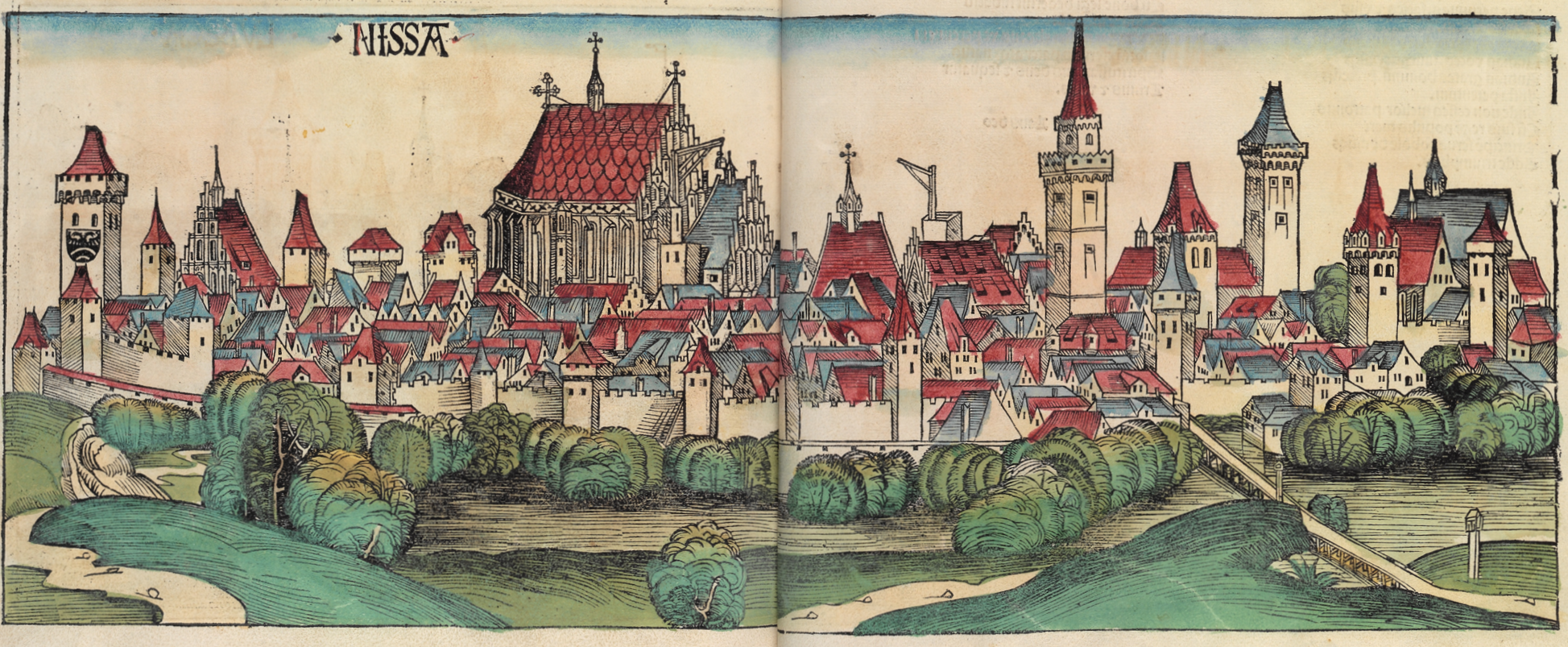
Nysa około roku 1392. Nowe Miasto i zamek biskupi otoczone zostały w 1350 roku przez mury miejskie z czterema dużymi wieżami przybramnymi (Wrocławska, Ziębicka, Bracka i Celna) i licznymi niższymi basztami. W rynku Nowego Miasta kościół św. Jakuba w trakcie przebudowy (od zachodu- pozostałość kościoła romańskiego, od wschodu – nowe gotyckie prezbiterium z ambitem ufundowane przez biskupa Wacława). Nadal brak Dzwonnicy. Kościół św. Barbary przebudowany po pożarze (brak wież). Przedmieście Wrocławskie jeszcze nie istnieje, na Przedmieściu Ziębickim zbudowany drewniany most. Po prawej stronie rysunku widoczne zapewne dwa z trzech istniejących wówczas w Starym Mieście kościołów – św. Jana, Matki Bożej Różańcowej i św. Mikołaja.

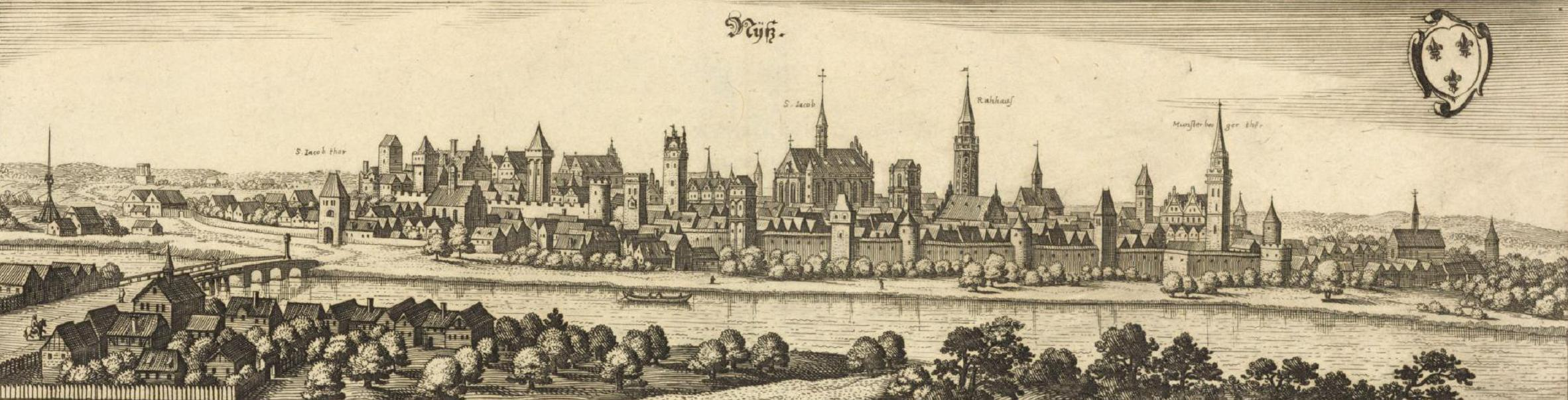
Nysa w roku 1650. W rynku Nowego Miasta gotycki kościół św. Jakuba z ukończoną w 1430 roku nawą główną i chórem (część zachodnia budynku), obok 43- metrowa dzwonnica nakryta dachem w 1516 roku i ratusz z 90-metrową wieżą z 1499 roku. Ratusz ten został odbudowany w 1592 roku po trzęsieniu ziemi. Przy Rynku Solnym kościół bożogrobców z XV wieku. Na Przedmieściu Wrocławskim kościół św. Krzyża z 1414 roku i wzniesione w 1596 roku: Brama św. Jakuba i kamienny Most Wrocławski. Po drugiej stronie tego mostu Przedmieście Morawskie (obecnie Zawodzie) z drewnianym kościołem św. Wawrzyńca i szpitalem św. Łazarza, wzmiankowanymi w 1414 roku. W podupadającym Starym Mieście widoczny już tylko jeden ocalały kościół – św. Jana, który właśnie utracił status kolegiaty, a za 13 lat zostanie zburzony w związku z modernizacją miejskich fortyfikacji.

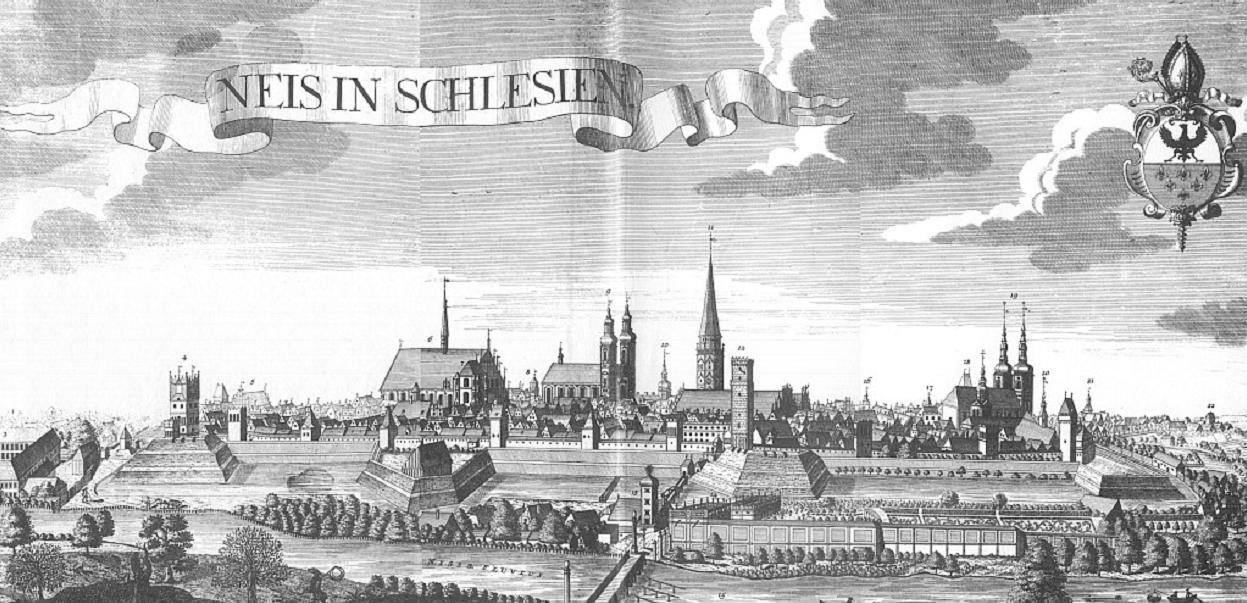
Nysa w roku 1740. W mieście pojawiają się kolejne wielkie budowle – kościół Wniebowzięcia NMP z 1692 roku, kościół św. Apostołów Piotra i Pawła z 1727 roku i tzw. Nowa Budowla Elektorska (widoczna tylko jej część po lewej stronie rysunku) z 1737 roku. Wokół miasta zburzono wiele zabudowań i wzniesiono potężne fortyfikacje w związku z przygotowaniami do wojny z Prusami.

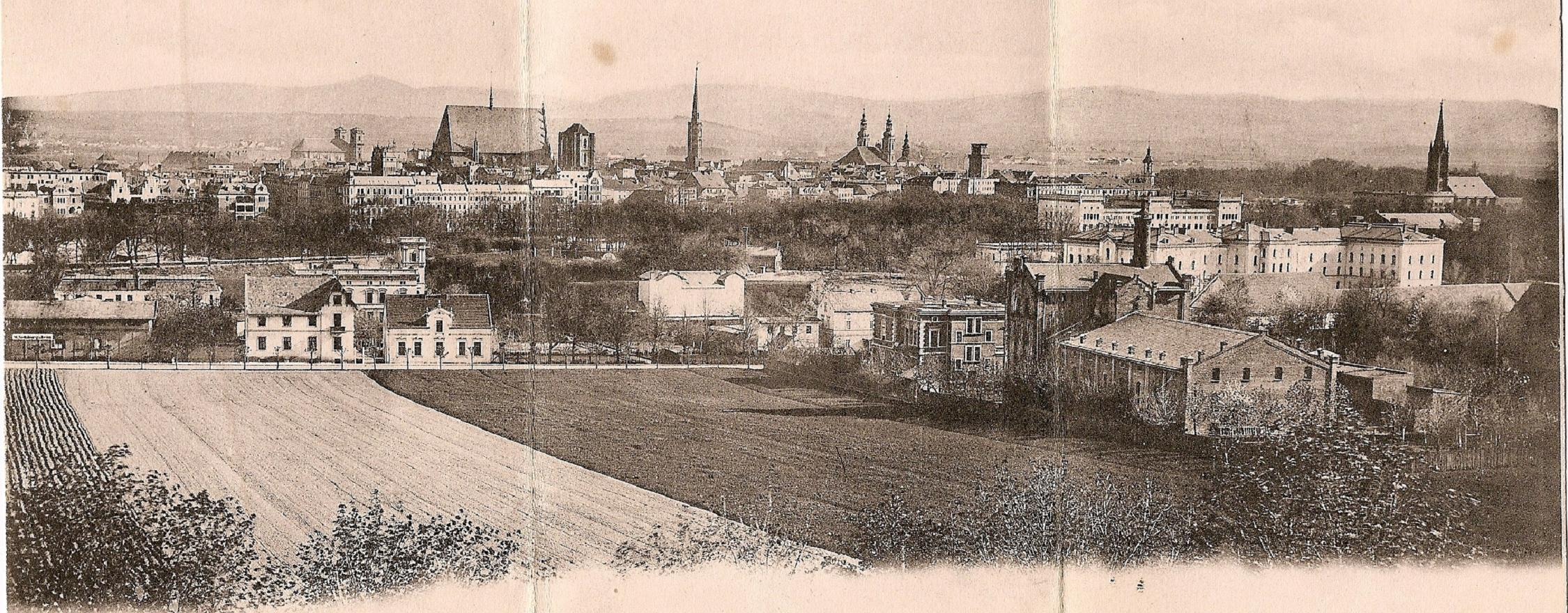
Nysa w roku 1900. Fotografia wykonana z Obwałowań Wysokich. Na pierwszym planie zabudowania przy ulicy Słowiańskiej (browar i kilka istniejących do dzisiaj domów), po prawej koszary i szkoła wojskowa w dzielnicy Friedrichstadt (obecnie Radoszyn). Dalej, za rzeką (niewidoczną, bo zasłoniętą przez wały przeciwpowodziowe, budynki i drzewa), na Wyspie Młyńskiej olbrzymi protestancki neogotycki kościół garnizonowy z 1888 roku. W Rynku nowy ratusz, podobny do poprzedniego, wzniesiony w XIX wieku po zniszczeniu miasta przez wojska napoleońskie. Kościół Wniebowzięcia NMP bez hełmów na wieżach. Mury miejskie i fortyfikacje otaczające Śródmieście zlikwidowane. Przedmieścia Ziębickie i Wrocławskie zabudowane kamienicami czynszowymi.